# Wotrubakirche

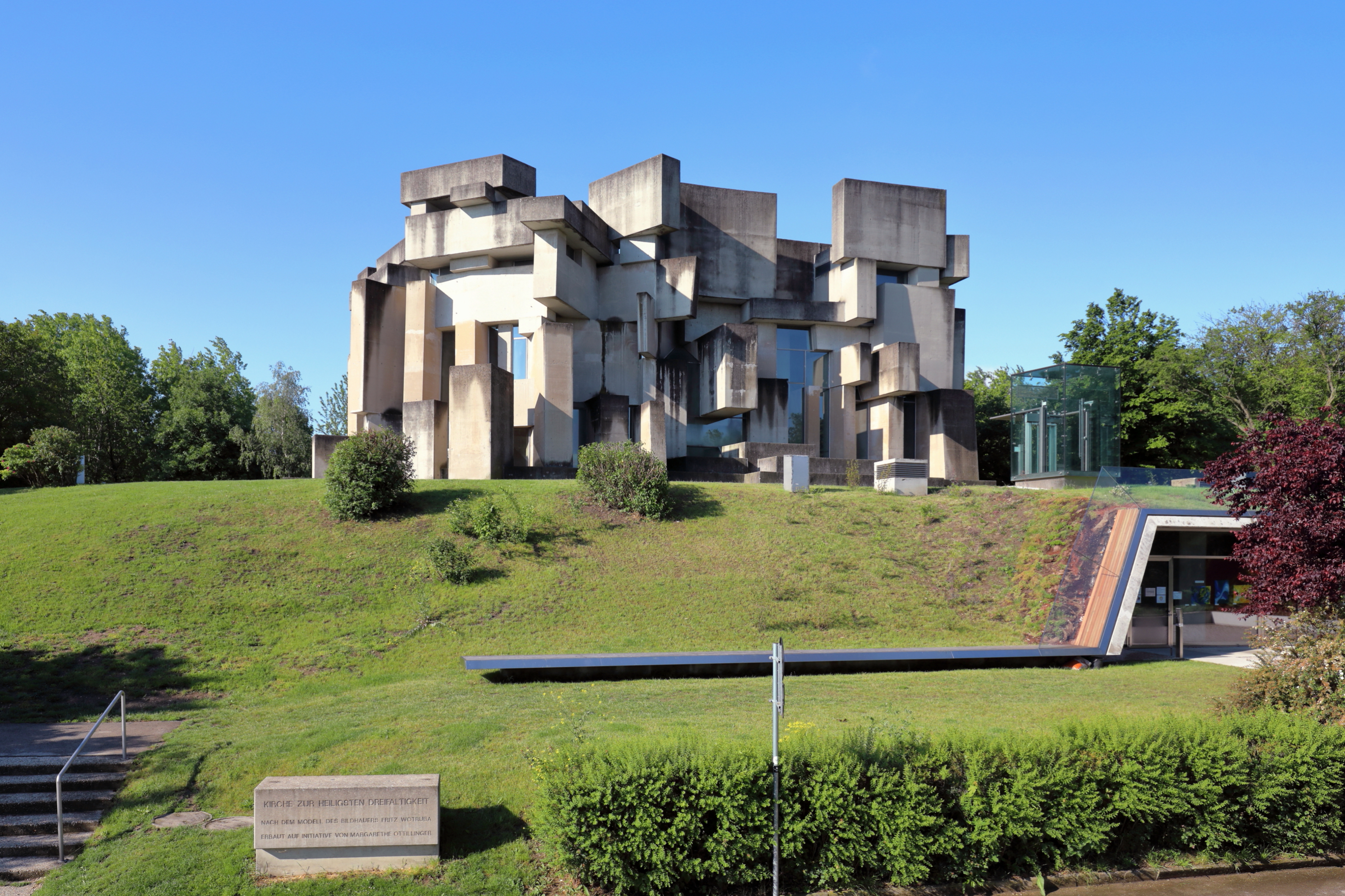
Gesamtanlage mit Nebenbau, Lift und Gedenkstein (2020)

Die Wotrubakirche, offiziell Kirche Zur Heiligsten Dreifaltigkeit, ist eine römisch-katholische Kirche aus 152 Betonblöcken am Georgenberg im Südwesten Wiens. Sie wurde von August 1974 bis Oktober 1976 nach Entwürfen des Bildhauers Fritz Wotruba und Plänen des Architekten Fritz Gerhard Mayr erbaut und ist eine Rektoratskirche der Pfarre Mauer.

## Lage
Die Wotrubakirche befindet sich auf 328 m ü. A. am Nordhang des Georgenbergs im Stadtteil Mauer am Ottillingerplatz 1. Das Gebiet ist der westlichste Teil des 23. Wiener Gemeindebezirks Liesing. Die Bergkuppe liegt 1,2 km westlich des Maurer Ortskerns und 130 m höher; sie war im Zweiten Weltkrieg das Areal einer Luftnachrichtentruppen-Kaserne mit einem Übungsgelände und einem großen Schießplatz. 
Am flachen Areal knapp südlich der architektonisch ungewöhnlichen Kirche befindet sich der Sterngarten des österreichischen Astrovereins – eine als Freiluftplanetarium dienende Plattform mit drei hohen Masten, an denen bei Sternführungen der Verlauf der Sonnen- und Planetenbahnen demonstriert wird.
Dieses Areal dient auch der Kirchengemeinde nach abendlichen Veranstaltungen oder für manche Freiluft-Konzerte von Wien Modern.

## Geschichte
Das Gebäude entstand auf Initiative von Margarethe Ottilinger – einer 1948 nach Russland entführten hohen Beamtin – und nach einer Idee von Fritz Wotruba. Dieser wollte den für seine Arbeiten in Granit bekannten „Bildhauerpfarrer“ Josef Elter in Traunstein zur Mitarbeit gewinnen, jedoch scheiterte dieses Projekt an der Zustimmung der Bauherren.

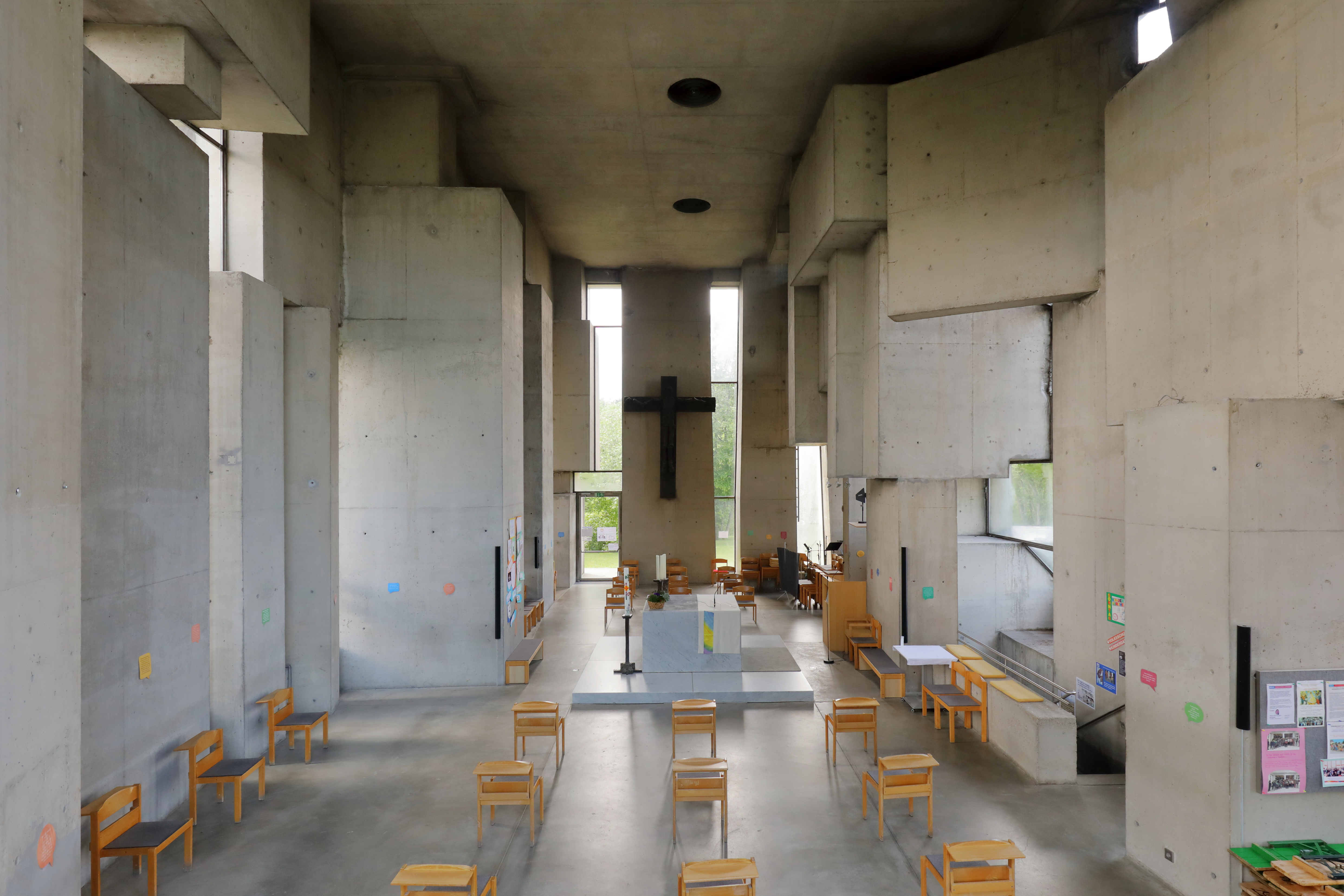
Innenraum mit Blick zur Altarwand

Der Bildhauer Wotruba wollte nach eigenen Worten

„Etwas gestalten, das zeigt, dass Armut nicht hässlich sein muss, dass Entsagen in einer Umgebung sein kann, die trotz größter Einfachheit schön ist und auch glücklich macht.“

 Ottilingers Motiv war, in einem Europa, in dem der Glaube an Gott schwindet, die Menschen aufzurütteln und zu zeigen, dass „noch immer Kräfte wirksam sind, die dem Geist des Unglaubens widerstehen“.
Bereits vor der Fertigstellung wurde die heftig diskutierte Kirche zum Ausflugsziel von Neugierigen und Kunstinteressierten. 2018/2019 wurde ein Zubau mit einem barrierefreien Zugang zur Ober- und Unterkirche errichtet.

## Architektur

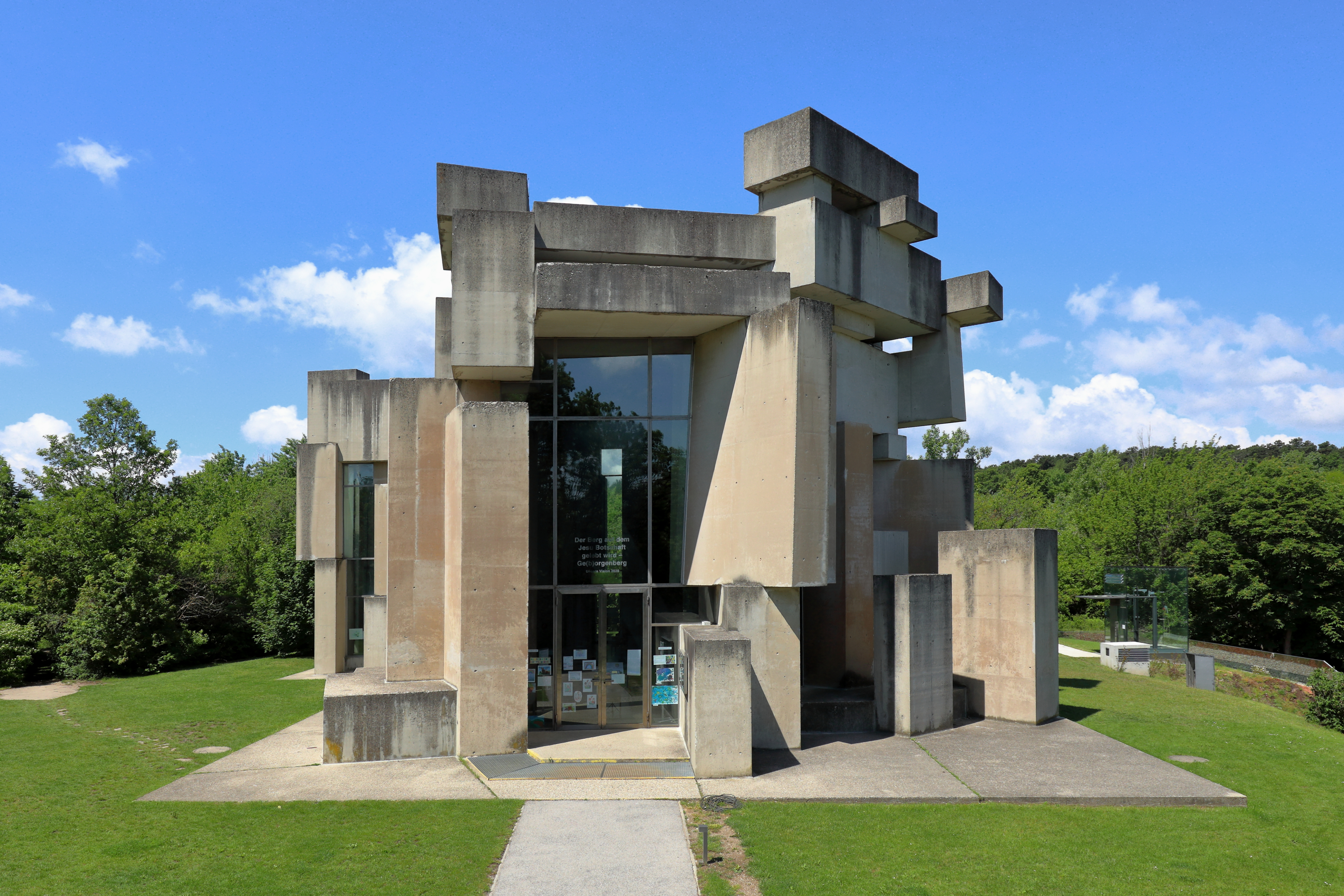
Ostansicht mit Hauptportal

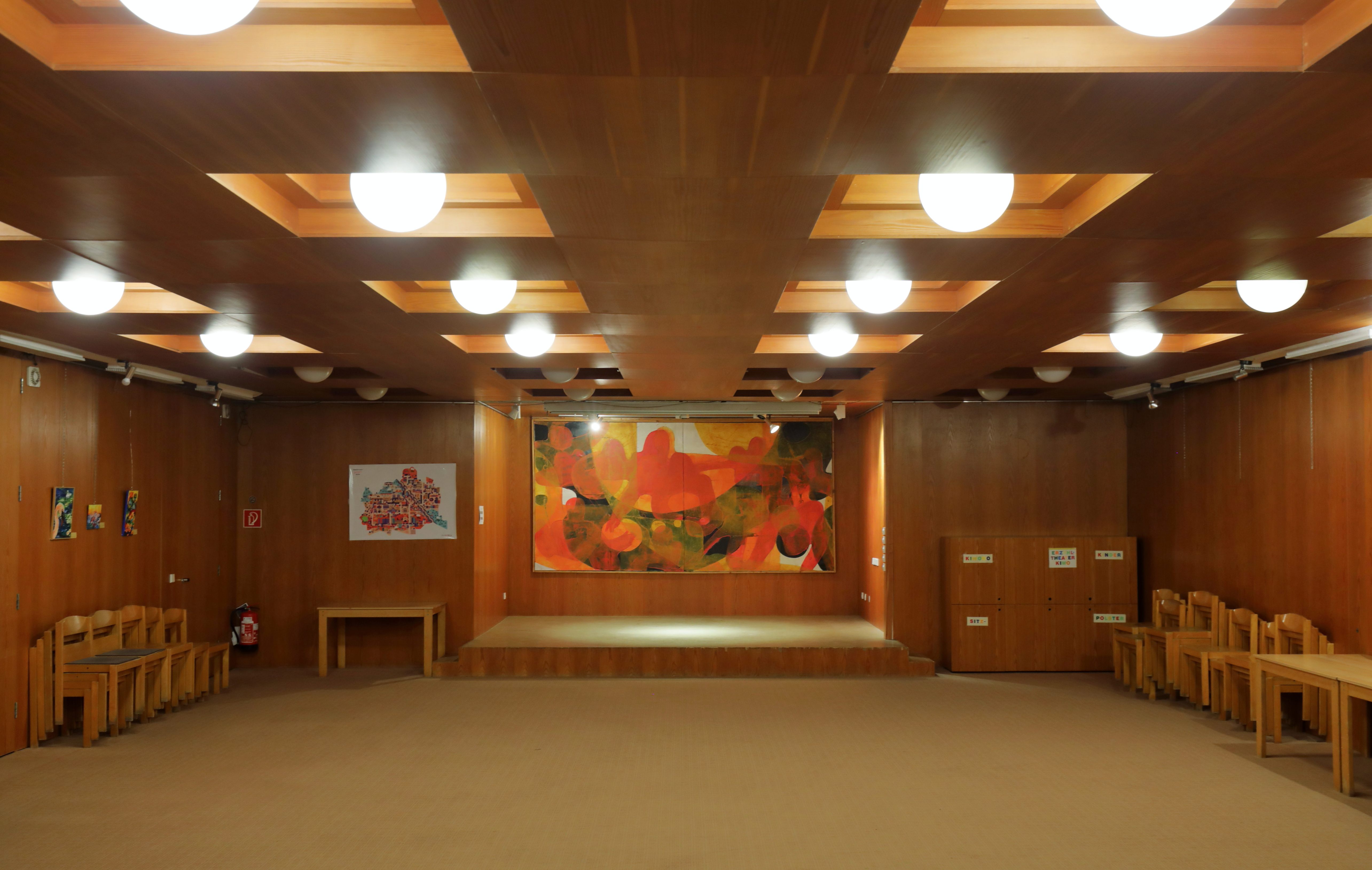
Gemeindesaal im Untergeschoß

Das Gebäude ist stilistisch dem Brutalismus zuzurechnen. Es besteht aus 152 unverkleideten Beton-Blöcken zwischen 0,84 m3 (1,84 t) und 64 m3 (141 t); der höchste Block misst 13,10 Meter. Das Licht fällt durch einfache Glasscheiben, die in die unregelmäßigen Zwischenräume eingesetzt sind, woraus sich überschneidende Lichtbündel ergeben. An der Altarwand befindet sich ein Abguss des von Wotruba für die Hofkirche in Bruchsal geschaffenen Kreuzes.
Im Untergeschoß befindet sich ein fast 350 m² großer Gemeindesaal.